# جيمي فليتشر
جيمي فليتشر (بالإنجليزية: Jimmy Fletcher)‏ (10 نوفمبر 1931 في المملكة المتحدة - ) هو لاعب كرة قدم بريطاني في مركز مهاجم داخلي. لعب مع إبسفليت يونايتد ونادي ساوثيند يونايتد ونادي غيلينغهام ونادي مارغيت ومنتخب إنجلترا الوطني لكرة القدم للهواة ‏ وماديستون يونايتد ‏ ونادي دارتفورد وتشاثام تاون ‏ ونادي دوفر وفايفرشام تاون ‏.